# Kasajima Yoshie
Kasajima Yoshie (笠嶋 由恵, sinh ngày 12 tháng 5 năm 1975) là một cựu cầu thủ bóng đá nữ người Nhật Bản.

## Đội tuyển bóng đá nữ quốc gia Nhật Bản
Kasajima Yoshie thi đấu cho đội tuyển bóng đá nữ quốc gia Nhật Bản từ năm 1999 đến 2002.

## Thống kê sự nghiệp
| Nhật Bản  | Nhật Bản | Nhật Bản |
| Năm       | Trận     | Bàn      |
| --------- | -------- | -------- |
| 1999      | 5        | 1        |
| 2000      | 5        | 0        |
| 2001      | 9        | 2        |
| 2002      | 5        | 1        |
| Tổng cộng | 24       | 4        |